# Similkameen River
Similkameen River är ett vattendrag i Kanada och USA. Källan och större delen av floden ligger i provinsen British Columbia i Kanada. Floden passerar gränsen till USA och delstaten Washington och mynnar där i Okanaganfloden lite söder om Osoyoos Lake.